# Alpen Cup w biegach narciarskich 2012/2013
Alpen Cup w biegach narciarskich 2012/2013 – kolejna edycja tego cyklu zawodów.

## Kobiety

### Kalendarz i wyniki
| Lp  | Data            | Miejscowość             | Dystans                      | 1. miejsce            | 2. miejsce            | 3. miejsce            |
| --- | --------------- | ----------------------- | ---------------------------- | --------------------- | --------------------- | --------------------- |
| 1.  | 8 grudnia 2012  | Goms                    | 5 km s. dowolnym             | Ilaria Debertolis     | Laura Orgué           | Marina Piller         |
| 2.  | 9 grudnia 2012  | Goms                    | 10 km s. klasycznym          | Polina Ermoszina      | Sandra Ringwald       | Ilaria Debertolis     |
| 3.  | 14 grudnia 2012 | St. Ulrich am Pillersee | Sprint s. klasycznym         | Walancina Kaminska    | Sandra Ringwald       | Natalia Naryszkina    |
| 4.  | 15 grudnia 2012 | St. Ulrich am Pillersee | 5 km s. dowolnym             | Nicole Fessel         | Sandra Ringwald       | Anouk Faivre-Picon    |
| 5.  | 16 grudnia 2012 | St. Ulrich am Pillersee | 10 km s. klasycznym          | Theresa Eichhorn      | Anouk Faivre-Picon    | Sandra Ringwald       |
| 6.  | 4 stycznia 2013 | Oberwiesenthal          | Sprint s. klasycznym         | Doris Trachsel        | Alena Procházková     | Daria Gaiazova        |
| 7.  | 5 stycznia 2013 | Oberwiesenthal          | Bieg łączony 7,5 km + 7,5 km | Aurélie Dabudyk       | Monique Siegel        | Elisabeth Schicho     |
| 8.  | 6 stycznia 2013 | Oberwiesenthal          | 5 km s. dowolnym             | Christa Jäger         | Daria Gaiazova        | Elisabeth Schicho     |
| 9.  | 15 lutego 2013  | Rogla                   | 2,5 km s. dowolny            | Alenka Čebašek        | Veronika Mayerhofer   | Manon Locatelli       |
| 10. | 16 lutego 2013  | Rogla                   | 5 km s. klasycznym           | Polina Ermoshina      | Kerstin Muschet       | Manon Locatelli       |
| 11. | 17 lutego 2013  | Rogla                   | 10 km s. dowolnym            | Laura Orgué           | Veronika Mayerhofer   | Alenka Čebašek        |
| 12. | 23 lutego 2013  | Hirschau                | Sprint s. dowolnym           | Karolína Grohová      | Manon Locatelli       | Aurelie Dabudyk       |
| 13. | 24 lutego 2013  | Hirschau                | 15 km s. klasycznym          | Stefanie Böhler       | Monique Siegel        | Manon Locatelli       |
| 14. | 9 marca 2013    | Madonna di Campiglio    | 5 km s. klasycznym           | Stefanie Böhler       | Laura Orgué           | Ilaria Debertolis     |
| 15. | 10 marca 2013   | Madonna di Campiglio    | 15 km s. dowolnym            | Debora Agreiter       | Marina Piller         | Elisa Brocard         |
| 16. | 15 marca 2013   | Toblach                 | 2,5 km s. dowolnym           | Christa Jäger         | Alenka Čebašek        | Sadie Maubet Bjornsen |
| 17. | 16 marca 2013   | Toblach                 | 5 km s. klasycznym           | Sadie Maubet Bjornsen | Sandra Ringwald       | Elisabeth Schicho     |
| 18. | 17 marca 2013   | Toblach                 | 10 km s. dowolnym            | Sandra Ringwald       | Sadie Maubet Bjornsen | Alenka Čebašek        |

### Klasyfikacja
| Lp. | Zawodnik            | Punkty |
| --- | ------------------- | ------ |
| 1.  | Monique Siegel      | 836    |
| 2.  | Sandra Ringwald     | 723    |
| 3.  | Laura Orgué         | 668    |
| 4.  | Manon Locatelli     | 617    |
| 5.  | Aurelie Dabudyk     | 581    |
| 6.  | Elisabeth Schicho   | 534    |
| 7.  | Veronika Mayerhofer | 520    |
| 8.  | Ilaria Debertolis   | 493    |
| 9.  | Christa Jäger       | 485    |
| 10. | Sara Pellegrini     | 473    |

## Mężczyźni

### Kalendarz i wyniki
| Lp  | Data            | Miejscowość             | Dystans                    | 1. miejsce          | 2. miejsce             | 3. miejsce           |
| --- | --------------- | ----------------------- | -------------------------- | ------------------- | ---------------------- | -------------------- |
| 1.  | 8 grudnia 2012  | Goms                    | 10 km s. dowolnym          | Valerio Checchi     | Paul Constantin Pepene | Paul Goalabre        |
| 2.  | 9 grudnia 2012  | Goms                    | 15 km s. klasycznym        | Franz Göring        | Dietmar Nöckler        | Andy Kühne           |
| 3.  | 14 grudnia 2012 | St. Ulrich am Pillersee | Sprint s. klasycznym       | Franz Göring        | Dario Cologna          | Nikołaj Bołotow      |
| 4.  | 15 grudnia 2012 | St. Ulrich am Pillersee | 10 km s. dowolnym          | Dario Cologna       | Aleksandr Legkow       | Franz Göring         |
| 5.  | 16 grudnia 2012 | St. Ulrich am Pillersee | 15 km s. klasycznym        | Aleksiej Połtoranin | Dario Cologna          | Aleksandr Legkow     |
| 6.  | 4 stycznia 2013 | Oberwiesenthal          | Sprint s. klasycznym       | Gianluca Cologna    | Baptiste Gros          | Rok Tršan            |
| 7.  | 5 stycznia 2013 | Oberwiesenthal          | Bieg łączony 10 km + 10 km | Jonas Dobler        | Alexis Jeannerod       | Sebastian Eisenlauer |
| 8.  | 6 stycznia 2013 | Oberwiesenthal          | 10 km s. dowolnym          | Franz Göring        | Jonas Dobler           | Lucas Bögl           |
| 9.  | 15 lutego 2013  | Rogla                   | 3,75 km s. dowolnym        | Andy Kühne          | Baptiste Gros          | Adrien Mougel        |
| 10. | 16 lutego 2013  | Rogla                   | 10 km s. klasycznym        | Mattia Pellegrin    | Romain Vandel          | Andy Kühne           |
| 11. | 17 lutego 2013  | Rogla                   | 15 km s. dowolnym          | Romain Vandel       | Lucas Bögl             | Christophe Perrillat |
| 12. | 23 lutego 2013  | Hirschau                | Sprint s. dowolnym         | Baptiste Gros       | Thomas Bing            | Jonas Dobler         |
| 13. | 24 lutego 2013  | Hirschau                | 20 km s. klasycznym        | Mattia Pellegrin    | Thomas Bing            | Tom Reichelt         |
| 14. | 9 marca 2013    | Madonna di Campiglio    | 10 km s. klasycznym        | Franz Göring        | Maicol Rastelli        | Sebastian Eisenlauer |
| 15. | 10 marca 2013   | Madonna di Campiglio    | 30 km s. dowolnym          | Thomas Wick         | Franz Göring           | Adrien Backscheider  |
| 16. | 15 marca 2013   | Toblach                 | 3,3 km s. dowolnym         | Livio Bieler        | Clément Parisse        | Roman Ragozin        |
| 17. | 16 marca 2013   | Toblach                 | 10 km s. klasycznym        | Bastien Poirrier    | Thomas Bing            | Franz Göring         |
| 18. | 17 marca 2013   | Toblach                 | 15 km s. dowolnym          | Thomas Bing         | Sebastian Eisenlauer   | Fabio Clementi       |

### Klasyfikacja
| Lp. | Zawodnik             | Punkty |
| --- | -------------------- | ------ |
| 1.  | Franz Göring         | 797    |
| 2.  | Sebastian Eisenlauer | 627    |
| 3.  | Lucas Bögl           | 596    |
| 4.  | Jonas Dobler         | 588    |
| 5.  | Thomas Bing          | 509    |
| 6.  | Mattia Pellegrin     | 395    |
| 7.  | Adrien Backscheider  | 367    |
| 8.  | Romain Vandel        | 357    |
| 9.  | Baptiste Gros        | 350    |
| 10. | Adrien Mougel        | 347    |